# Dysphania schraderiana
Dysphania schraderiana là loài thực vật có hoa thuộc họ Dền. Loài này được (Schult.) Mosyakin & Clemants mô tả khoa học đầu tiên năm 2002.